# 1163
El 1163 (MCLXIII) fou un any comú començat en dimarts del calendari julià.

## Esdeveniments

### Països Catalans
- Carta de població d'Agramunt.[1]
- Febrer - Conca de Barberà: El poble de Vila-salva es trasllada a l'actual ubicació i pren el nom de Montblanc.[2]